# Osmylus hauginus
Osmylus hauginus är en insektsart som beskrevs av Navás 1910. Osmylus hauginus ingår i släktet Osmylus och familjen vattenrovsländor. Inga underarter finns listade i Catalogue of Life.